# 11 Harrowhouse
11 Harrowhouse és una pel·lícula thriller de comèdia britànica DeLuxe Color dirigida per Aram Avakian i protagonitzda per Charles Grodin, Candice Bergen, James Mason, Trevor Howard i John Gielgud en Panavision.
Fou adaptada per Charles Grodin basada en la novel·la de Gerald A. Browne amb un guió de Jeffrey Bloom. Fou feta als Estudis Pinewood i va ser filmat a Londres, Ragley Hall, Warwickshire i a l'estació de ferrocarril de Quainton Road. El director artístic Peter Mullins en va fer el muntatge. Fou projectada al Festival Internacional de Cinema de Sant Sebastià 1974.

## Sinopsi
A Anglaterra, ofereixen a un petit comerciant de diamants (Charles Grodin) inesperadament la possibilitat de supervisar la compra i el tall d'un diamant extremadament gros per rebre el nom del seu ric propietari (Trevor Howard). Quan li roben el diamant, li fan un xantatge a l'hora de treure un diamant més gros a «El Sistema», situat a l'11 Harrowhouse Street, a la ciutat de Londres amb l'ajuda de la seva bella i adinerada promesa (Candice Bergen). La figura clau del robatori, però, és l'home interior, Watts (James Mason) que treballa a la volta d'El Sistema. Watts s'està morint de càncer i vol deixar la seva família econòmicament segura.
Tot i que "El Sistema" té una elaborada xarxa de defenses i alarmes contra els intrusos, el robatori es fa a la nit. Els lladres van accedir al terrat des d'una propietat contigua i van enfilar una canonada cap avall per un conducte a la volta, on Watts fa servir un aspirador per xuclar milers de diamants bruts dels calaixos. Els lladres se'n van abans que es descobreixi el robatori i, quan es troba a la cambra cuirassada, Watts diu que ha menjat les joies. Abans que pugui confessar, Watts deliberadament s'empassa verí i mor a l'11 Harrowhouse Street. La majoria del botí està enterrat en formigó per evitar que inundi el mercat.

## Repartiment
- Charles Grodin - Howard R. Chesser
- Candice Bergen - Maren Shirell
- James Mason - Charles D. Watts
- Trevor Howard - Clyde Massey
- John Gielgud - Meecham, el cap d'El Sistema
- Helen Cherry - Lady Bolding
- Peter Vaughan - Coglin
- Cyril Shaps - Wildenstein
- Leon Greene -Toland
- Jack Watson - Miller
- Jack Watling - Fitzmaurice
- Clive Morton - Sir Harold
- Larry Cross - Whitman

## Crítiques
La revista Variety no va ser engrescat pel film: «Grodin embolica la pel·lícula amb una actuació tímida poc efectiva, i la embolcalla amb una veu en off catatònica que se suposa que és divertida»i «els papers de Howard i Mason es troben a prop de la vergonya».

## Versions
N'existeixen dues versions: amb i sense un comentari retrospectiu del personatge de Grodin, H.R. Chesser. La versió sense comentaris es reprodueix amb dos títols alternatius, Anything for Love o Fast Fortune. Cap de les dues versions es va emetre sovint a televisió. La pel·lícula es va estrenar a LaserDisc per Fox Video.